# Маномен (округ Маномен, Минесота)
Маномен (енгл. Mahnomen, Mahnomen County) град је у америчкој савезној држави Минесота.

## Демографија
По попису из 2010. године број становника је 1.214, што је 12 (1,0%) становника више него 2000. године.
| Група             | 2000.       | 2010.       |
| Белци             | 887 (73,8%) | 712 (58,6%) |
| Афроамериканци    | 1 (0,1%)    | 2 (0,2%)    |
| Азијати           | 0 (0,0%)    | 1 (0,1%)    |
| Хиспаноамериканци | 13 (1,1%)   | 22 (1,8%)   |
| Укупно            | 1.202       | 1.214       |